# Phrixothrix gibbosus
Phrixothrix gibbosus är en skalbaggsart som beskrevs av Wittmer 1976. Phrixothrix gibbosus ingår i släktet Phrixothrix och familjen Phengodidae. Inga underarter finns listade i Catalogue of Life.